# Зеуксипа
Зеуксипа (грч. Ζευξίππη) је у грчкој митологији било име више личности.

## Митологија
1. Кћерка тројанског краља Лаомедонта и Фено, удата за Сикиона са којим је имала кћерку Хтонофилу.[1][2]
2. Нимфа, најада, са потока Еридана близу Атине. Према Аполодору, са Пандионом је имала Прокну, Филомелу, Ерехтеја и Бута, а према Хигину је имала само сина Бута са Телеоном. Хигин наводи да је она кћерка бога Еридана, а Аполоније као њене родитеље наводи Фрасија и Диогенеју.[3] Неки извори сматрају да су у питању две личности; једна удата за Пандиона, друга за Телеона.[2]
3. Према Диодору, Хипоконтова кћерка, која је са краљем Аргоса, Антифатом, имала синове Оикла и Амфалка.[2]